# Polychlorierte Naphthaline

Allgemeine Strukturformel von PCN

Polychlorierte Naphthaline (PCN; CAS-Nr. 70776-03-3) sind chlorierte Kohlenwasserstoffe, die durch die Chlorierung von Naphthalinen hergestellt werden. Im Jahr 2015 wurden sie in die Anhänge A und C des Stockholmer Übereinkommens aufgenommen.

## Nomenklatur

Strukturformel von 2,3,6,7-Tetrachlornaphthalin

Die 75 isomeren PCN werden in der Technik und Toxikologie mit einem Kürzel PCN-X bezeichnet, wobei X für eine Zahl zwischen 1 und 75 stehen kann. So bezeichnet PCN-48 oder PCN 48 den Stoff 2,3,6,7-Tetrachlornaphthalin. Gemische von PCN werden oft durch Aneinanderreihen der darin enthaltenen Isomere festgelegt: PCN-33/34/37, PCN 28/43 oder PCN-38/40.

## Eigenschaften
Die allgemeine Summenformel ist C10H8−(m+n)Clm+n, wobei m+n höchstens 8 sein kann. Wie bei Dioxinen und polychlorierten Biphenylen (PCB) existieren verschiedene Kongenere von PCN. Von den theoretisch möglichen 75 Kongeneren mit ein bis acht Chloratomen wurden in technischen PCN-Produkten 67 eingesetzt. Fast alle Produkte enthielten ein Gemisch verschiedener Isomere.

## Verwendung
PCN haben eine insektizide und fungizide Wirkung und wurden daher in Holzschutzmitteln eingesetzt. Bei Schiffen dienten sie als Zusatz für wasserfeste Metallfarben. Zudem fanden sie als Ersatzstoffe für polychlorierte Biphenyle in Kunstharzen und Dichtungsmassen, als Flammschutzmittel und als Weichmacher Verwendung.
PCN fanden früher auch in Nebelmunition Verwendung. Die möglichen Folgen von Emissionen von PCN und ähnlichen Stoffen aus Nebelmunition in die Umwelt beschreibt ein lange Zeit unter Verschluss gehaltenes Dokument der Schweizer Armee: Die in Vernebelungsübungen während des Zweiten Weltkriegs eingesetzte Munition führte aufgrund schwerer Vergiftungserscheinungen zur Zwangsschlachtung von 15.000 Rindern.
Die geschätzte globale Produktion von PCN lag bis zum Jahr 1998 bei 150.000 Tonnen, wobei die Produktion in den meisten Ländern seit 1970 stark eingeschränkt wurde. In den Ländern der UNECE (United Nations Economic Commission for Europe) wurde die Produktion spätestens in den 1980ern vollständig eingestellt.
Im Jahr 2015 sind PCN als langlebige organische Schadstoffe in das Stockholmer Übereinkommen aufgenommen worden: Unter Annex A zur weltweiten Elimination der absichtlichen Produktion und unter Annex C zur weltweiten Minimierung der Freisetzung als unerwünschtes Nebenprodukt.

## Toxizität
PCN können – wie andere chlorierte Kohlenwasserstoffe (zum Beispiel Pentachlorphenol, Polychlorierte Dibenzodioxine und Dibenzofurane) – Chlorakne auslösen. Nach direktem Hautkontakt mit chlorierten Naphthalinen oder deren Staubsublimaten kommt es neben typischen Hautveränderungen auch zu Nervosität, Gewichtsverlust und Anämie; bei Inhalation ist zusätzlich Leberdystrophie möglich. Zur Bezeichnung der Vergiftungsfolgen wurde 1918 in Ableitung von Perchlornaphthalin der Name Perna-Krankheit geprägt.
Tests mit Schweinen, Kühen, Ratten und Schafen zeigten, dass die Giftwirkung mit steigender Anzahl von Chloratomen zunimmt. Mono-, di- und trichlorierte Verbindungen zeigten keine bis geringe Toxizität, tetra- und höherchlorierte Naphthaline führten auch in geringeren Dosen zu systemischen Erkrankungen bis zum Tod der Tiere.